# Laje (ort)
Laje är en ort i Brasilien.   Den ligger i kommunen Campo Formoso och delstaten Bahia, i den östra delen av landet, 1 000 km nordost om huvudstaden Brasília. Laje ligger 576 meter över havet och antalet invånare är 4 708.
Terrängen runt Laje är kuperad västerut, men österut är den platt. Laje ligger nere i en dal. Runt Laje är det glesbefolkat, med 8 invånare per kvadratkilometer.. Det finns inga andra samhällen i närheten.
Omgivningarna runt Laje är huvudsakligen savann.